# WTA Poland Open 2023
WTA Poland Open 2023 (cunoscut și sub numele de BNP Paribas Warsaw Open din motive de sponsorizare) a fost un turneu de tenis feminin jucat pe terenuri cu suprafață dură, în aer liber. A fost cea de-a treia ediție a WTA Poland Open și a făcut parte din seria WTA 250 din cadrul circuitului WTA 2023. A fost găzduit la Legia Tennis Centre din Varșovia, Polonia, în perioada 24-30 iulie 2023.

## Campioni

### Simplu
Pentru mai multe informații consultați WTA Poland Open 2023 – Simplu

### Dublu
Pentru mai multe informații consultați WTA Poland Open 2023 – Dublu

## Distribuția punctelor
| Probă  | C   | F   | SF  | QF | R16 | R32 | Q   | Q2  | Q1  |
| Simplu | 280 | 180 | 110 | 60 | 30  | 1   | 18  | 12  | 1   |
| Dublu  | 280 | 180 | 110 | 60 | 1   | N/A | N/A | N/A | N/A |